# Au rythme de Vera
Pour plus de détails, voir Fiche technique et Distribution.
Au rythme de Vera (Köln 75) est un film biographique allemand, polonais et belge réalisé par Ido Fluk et sorti en 2025,.

## Synopsis
D'après l'histoire vraie de Vera Brandes, qui, en 1975 et à l'âge de 17 ans, a produit le célèbre concert du musicien de jazz Keith Jarrett, donné à l’opéra de Cologne.

## Fiche technique
Sauf indication contraire, les informations mentionnées dans cette section peuvent être confirmées par les bases de données cinématographiques IMDb et Allociné,  présentes dans la section « Liens externes ».
- Titre original : Köln 75
- Réalisation : Ido Fluk
- Scénario : Ido Fluk
- Musique : Hubert Walkowski et Stefan Rusconi
- Décors : Jutta Freyer
- Costumes : Aleksandra Staszko
- Photographie : Jens Harant
- Son :
- Montage : Anja Siemens
- Production : Sol Bondy, Ewa Puszczynska, Fred Burle et Ido Fluk
  - Production déléguée : Oren Moverman
- Société de production : One Two Films et Extreme Emotions
- Société de distribution : Metropolitan Filmexport
- Pays de production :  Allemagne,  Pologne et  Belgique
- Langue originale : allemand et anglais
- Format : film biographique
- Durée : 116 minutes
- Dates de sortie :
  - Allemagne : 
    - 16 février 2025 (Berlin)
    - 13 mars 2025 (en salles)

  - France : 25 juin 2025
  - Pologne : 11 juillet 2025

## Distribution
- Mala Emde : Vera Brandes
- Susanne Wolff : Vera Brandes à 50 ans
- John Magaro : Keith Jarrett
- Michael Chernus : Michael Watts
- Ulrich Tukur : Dr Brandes
- Jördis Triebel : Ilse Brande
- Shirin Lilly Eissa : Isa à 17 ans
- Marie-Lou Sellem : Isa à 50 ans
- Alexander Scheer : Manfred Eicher
- Enno Trebs : Jan
- Corey Johnson : Lawrence Mailer

## Autour du film
L'enregistrement du concert, publié sous le titre The Köln Concert, est devenu l'album solo de jazz le plus vendu de tous les temps.